# Don Bluth
Donald Virgil Bluth (El Paso, Texas, 13 de setembro de 1937) é um animador estadunidense e produtor independente. Ele é conhecido por dirigir filmes animados como Em Busca do Vale Encantado (filme), Todos os Cães Merecem o Céu e Anastasia. Ele é o irmão mais velho do ilustrador Toby Bluth.

## Início da vida e anos na Disney
Bluth nasceu em El Paso, Texas, filho de Emaline e Virgil Roneal Bluth. Seu avô materno era Rey Pratt, da família Pratt, cujo pai, Helaman Pratt, foi um dos primeiros líderes da Igreja de Jesus Cristo dos Santos dos Últimos Dias, bem como avô de George W. Romney e bisavô de Mitt Romney. Ele é descendente de suecos, ingleses, irlandeses, escoceses e alemães.
Aos seis anos de idade, sua família se mudou para Payson, Utah, onde ele morava em uma fazenda da família. Bluth declarou que ele e seus irmãos não se comunicam entre si quando adultos. Em 1954, sua família se mudou para Santa Monica, Califórnia. Bluth frequentou a Brigham Young University em Utah por um ano. Depois disso, em 1955, foi contratado pela Walt Disney Productions como assistente de John Lounsbery para A Bela Adormecida (1959). Em 1957, Bluth deixou a Disney, lembrando que achava o trabalho "meio chato". Durante dois anos e meio, Bluth residiu na Argentina em uma missão para a Igreja de Jesus Cristo dos Santos dos Últimos Dias. Ele retornou aos Estados Unidos, onde abriu um teatro local em Culver City, produzindo musicais como The Music Man e The Sound of Music.
Bluth voltou para a faculdade e se formou em literatura inglesa pela Brigham Young University. Em 1964, Bluth ilustrou Affairs of the Harp, um manual de manutenção de harpas de Samuel O Pratt, com dezenas de personagens antropomórficos de harpas que ele chamou de "Harpoons". Em 1967, Bluth retornou ao setor de animação e entrou para a Filmation, trabalhando em layouts para The Archie Show e Sabrina, a Bruxinha Adolescente. Em 1971, ele retornou em tempo integral para a Disney como estagiário de animação. Seu primeiro projeto foi Robin Hood (1973), no qual animou sequências de Robin Hood roubando ouro do príncipe João, resgatando um coelho bebê e namorando a Donzela Marian perto de uma cachoeira. Para Ursinho Puff e o Tigre Saltador (1974), animou o coelho ao lado de John Lounsbery. Durante a produção de Bernardo e Bianca (1977), Bluth foi promovido a diretor de animação ao lado dos membros remanescentes dos Nove Anciões da Disney. Em seguida, trabalhou como diretor de animação em Meu Amigo o Dragão (1977). Seu último envolvimento com a Disney foi o curta-metragem O Pequenino, de 1978. Enquanto isso, ele produziu seu primeiro filme independente, Banjo the Woodpile Cat.

## Anos independentes

### 1981-1985: Sucesso crítico inicial
Para O Cão e a Raposa, Bluth animou várias cenas da personagem Widow Tweed. Durante a produção surgiram diferenças criativas entre Bluth e os executivos do estúdio em relação ao controle artístico e às práticas de treinamento de animação. Em seu aniversário de 42 anos, em 1979, Bluth pediu demissão do estúdio para fundar seu próprio estúdio de animação, Don Bluth Productions, juntamente com Gary Goldman, John Pomeroy e nove colegas animadores da Disney. Com esse objetivo, a Don Bluth Productions demonstrou sua capacidade em sua primeira produção, um curta-metragem intitulado Banjo the Woodpile Cat, o que levou ao trabalho em um segmento animado do filme live-action Xanadu (1980). O primeiro longa-metragem do estúdio foi A Ratinha Valente (1982). Bluth empregou 160 animadores durante a produção e concordou com o primeiro contrato de participação nos lucros do setor de animação. Embora tenha sido um sucesso moderado nas bilheterias, o filme foi aclamado pela crítica. Mais tarde, com o lançamento em vídeo doméstico e exibições na TV a cabo, tornou-se um clássico cult. No entanto, devido ao valor bruto modesto e a uma greve de animadores em todo o setor, a Don Bluth Productions declarou falência.
Seu próximo filme seria uma versão animada do conto folclórico norueguês East of the Sun and West of the Moon, mas os recursos financeiros foram reduzidos e ele nunca foi feito.
Em 1983, ele, Rick Dyer, Goldman e Pomeroy fundaram o Bluth Group (grupo Bluth em português) e criaram o jogo de fliperama Dragon's Lair, um jogo que permitia ao jogador escolher entre caminhos simples para um personagem de desenho animado na tela (cujas aventuras eram reproduzidas em um LaserDisc). Em 1984, o jogo foi seguido por Space Ace, um jogo de ficção científica baseado na mesma tecnologia, mas que permitia ao jogador escolher entre diferentes rotas para percorrer a história. Bluth não apenas criou a animação de Space Ace, mas também forneceu a voz do vilão, Borf. O trabalho em uma sequência de Dragon's Lair estava em andamento quando o negócio de fliperama entrou em colapso. O estúdio de Bluth ficou sem uma fonte de renda e o Bluth Group declarou falência em 1º de março de 1985. Uma sequência chamada Dragon's Lair II: Time Warp foi criada em 1991, mas raramente foi vista nos fliperamas.
Uma adaptação de A Bela e a Fera também foi planejada para ser dirigida por Bluth em 1984, mas o projeto foi cancelado pela Columbia Pictures ao descobrir que a Walt Disney Pictures tinha planos para sua própria adaptação.
Em 1985, Bluth, Pomeroy e Goldman fundaram, com o empresário Morris Sullivan, o Sullivan Bluth Studios. Inicialmente, a empresa operava em uma instalação de animação em Van Nuys, Califórnia, mas depois se mudou para Dublin, Irlanda, para aproveitar os investimentos e incentivos do governo. O Sullivan Bluth Studios também ajudou a impulsionar a animação como um setor na Irlanda. Bluth e seus colegas ministraram um curso de animação no Ballyfermot Senior College.

### 1986-1995: Afiliação com Steven Spielberg
Em parceria com o produtor Steven Spielberg, o próximo projeto de Bluth foi Fievel - Um Conto Americano (1986), que, na época de seu lançamento, tornou-se o filme de animação de maior bilheteria de todos os tempos, arrecadando 45 milhões de dólares nos Estados Unidos e mais de US$ 84 milhões de dólares em todo o mundo.  A segunda colaboração entre Spielberg e Bluth, Em Busca do Vale Encantado (1988), teve um desempenho ainda melhor nos cinemas e ambos tiveram uma vida bem-sucedida em home video.  O personagem principal de Fievel - Um Conto Americano (Fievel Mouskewitz) tornou-se o mascote da Amblimation, enquanto Em Busca do Vale Encantado foi seguido por treze continuações diretas em vídeo e pela série animada (nenhuma das quais teve qualquer envolvimento de Bluth ou Spielberg).
Bluth encerrou sua relação de trabalho com Spielberg antes de seu filme seguinte, Todos os Cães Merecem o Céu (1989), e não participou de Um Conto Americano - Fievel Vai para o Oeste (1991), o primeiro filme produzido pelo novo estúdio Amblimation de Spielberg. Embora Todos os Cães Merecem o Céu tenha tido apenas um sucesso moderado nos cinemas, foi muito bem-sucedido em seu lançamento em home video.  Ele também dirigiu filmes como Chantecler - O Rei do Rock (1992), Polegarzinha (1994), Um Duende no Parque (1994) e O Cristal e o Pinguim (1995), que foram todos fracassos de crítica e bilheteria.

### 1997–2000: Trabalho na Fox Animation Studios
Bluth obteve sucesso com Anastasia (1997), produzido no Fox Animation Studios em Phoenix, Arizona, que arrecadou cerca de 140 milhões de doláres em todo o mundo.  Em uma avaliação positiva do filme, o crítico Roger Ebert observou que seus criadores "incluíram conscientemente os três principais ingredientes dos grandes sucessos da Disney: ação, romance e música". Anastasia se tornou o filme de maior sucesso comercial de Don Bluth e estabeleceu a 20th Century Fox como concorrente da Disney até 2019, quando a Disney comprou a empresa.
Apesar do sucesso de Anastasia, Bluth retomou sua série de fracassos de bilheteria com Titan A.E. (2000), que rendeu menos de US$ 37 milhões em todo o mundo, apesar de um orçamento estimado em US$ 75 milhões. Em 2000, a 20th Century Fox Studios fechou as instalações do Fox Animation Studio em Phoenix, tornando Titan A.E. o último filme tradicionalmente animado lançado pela 20th Century Fox nos cinemas até o lançamento de Os Simpsons - o Filme, de 2007. Também é o filme teatral mais recente de Bluth como diretor.

### 2015–presente: Retorno à animação
Em outubro de 2015, Bluth e Goldman iniciaram uma campanha no Kickstarter na esperança de ressuscitar a animação desenhada à mão, criando um longa-metragem animado de Dragon's Lair. Bluth planeja que o filme forneça mais histórias de Dirk e Daphne e mostre que ela não é uma "loira cabeça de vento".  O financiamento do Kickstarter foi cancelado quando não havia fundos suficientes perto do prazo final, mas uma página do Indiegogo para o projeto foi criada em seu lugar.  Dois meses depois, a campanha do Indiegogo atingiu sua meta de 250 mil dólares, 14 dias após o lançamento da campanha.  Em fevereiro de 2018, o total ultrapassava US$ 728.000. 
Um filme live-action de Dragon's Lair estrelado por Ryan Reynolds foi anunciado para ser lançado em 2020, mas acabou sendo adiado devido à pandemia de COVID-19. Bluth foi listado como produtor.
Em 2020, Bluth lançou um novo estúdio de animação chamado Don Bluth Studios com o animador e vice-presidente da empresa Lavalle Lee, fundador da traditionalanimation.com. Seu objetivo é trazer um "renascimento da animação desenhada à mão", acreditando que há uma demanda do público por ela. Seu primeiro projeto chama-se Bluth's Fables (Fábulas de Bluth), uma antologia de histórias curtas escritas, narradas e desenhadas por Bluth. A intenção é que as histórias se assemelhem estilisticamente às Fábulas de Esopo e às cantigas de roda. As produções do estúdio são primeiro transmitidas ao vivo e depois carregadas no YouTube. As Fábulas de Bluth são feitas com testes de lápis e, em seguida, traçadas e coloridas no Clip Studio Paint

## Trabalhos recentes
Em 2002, Bluth e a empresa de jogos eletrônicos Ubisoft desenvolveram o jogo eletrônico Dragon's Lair 3D: Return to the Lair, uma tentativa de recriar a sensação do jogo original Dragon's Lair de LaserDisc em um ambiente mais interativo e tridimensional. As resenhas foram mistas, com críticos elogiando e criticando os controles e o enredo, mas os visuais foram notáveis, usando técnicas inovadoras de cel-shading que deram ao jogo uma sensação de animação à mão. Em 2012, Don Bluth e Gary Goldman estavam buscando financiamento para uma versão cinematográfica de Dragon's Lair. Depois de aparentemente ficar em desenvolvimento por mais de uma década, o projeto arrecadou mais de US$ 570.000 por meio de uma campanha de crowdfunding bem-sucedida em janeiro de 2016.
Bluth e Goldman continuaram a trabalhar com videogames e foram contratados para criar as cinemáticas do jogo I-Ninja, da Namco, lançado em 2003.
Em 2004, Bluth fez a animação do videoclipe "Mary", dos Scissor Sisters. A banda entrou em contato com Bluth depois de ter lembrado com carinho da sequência de Xanadu.
Em 2009, Bluth foi convidado a produzir storyboards e a dirigir o filme de 30 minutos do festival Gift of the Hoopoe, da Arábia Saudita. No final das contas, ele teve pouca participação na animação e no conteúdo do filme e pediu para não ser creditado como diretor ou produtor. Apesar disso, ele foi creditado como diretor.
Em 2011, Bluth e sua empresa de desenvolvimento de jogos Square One Studios trabalharam com a Warner Bros. Digital Distribution para desenvolver uma reinterpretação moderna do clássico de arcade de 1983 Tapper, intitulado Tapper World Tour.

### Como um autor
Bluth é autor de uma série de livros para estudantes de animação: The Art of Storyboard, de 2004, e The Art of Animation Drawing, de 2005. Seu livro de memórias, Somewhere Out There: My Animated Life, foi lançado em 19 de julho de 2022.

## Como um diretor de teatro
Na década de 1990, Bluth começou a realizar produções teatrais para jovens na sala de estar de sua casa em Scottsdale, Arizona. À medida que a popularidade dessas produções crescia e os adultos expressavam seu desejo de participar, Bluth formou uma trupe de teatro para adultos e jovens chamada Don Bluth Front Row Theatre. As produções da trupe foram apresentadas na casa de Bluth até 2012, quando sua equipe administrativa alugou um espaço na Shea Boulevard, em Scottsdale, e o transformou em um pequeno teatro.

## Filmografia

### Créditos de produção de filmes
| Titúlo                                  | Ano             | Funcionou como | Funcionou como | Funcionou como | Funcionou como                                                                              |
| Titúlo                                  | Ano             | Diretor        | Produtor       | Roteirista     | Outros créditos                                                                             |
| --------------------------------------- | --------------- | -------------- | -------------- | -------------- | ------------------------------------------------------------------------------------------- |
| O Pequenino (curta metragem)            | 1978            | Sim            | Sim            | Não            | animador: cena do leilão - não creditado                                                    |
| Banjo the Woodpile Cat (curta metragem) | 1979            | Sim            | Sim            | Sim            | animador                                                                                    |
| A Ratinha Valente                       | 1982            | Sim            | Sim            | História       | artista do layout / diretor de animação / artista de desenvolvimento visual (não creditado) |
| Fievel - Um Conto Americano             | 1986            | Sim            | Sim            | Não            | designer de produção / artista de storyboard / designer do título                           |
| Em Busca do Vale Encantado (filme)      | 1988            | Sim            | Sim            | Não            | designer de produção / artista de storyboard / designer do título (não creditado)           |
| Todos os Cães Merecem o Céu             | 1989            | Sim            | Sim            | História       | designer de produção / artista de storyboard/ voice role: Policial (não creditado)          |
| Chantecler - O Rei do Rock              | 1991            | Sim            | Sim            | História       | artista de storyboard / animador (não creditado)                                            |
| A polegarzinha                          | 1994            | Sim            | Sim            | Sim            | escritor (o único crédito de Don Bluth como escritor)                                       |
| Um Duende no Parque                     | 1994            | Sim            | Sim            | História       | papel de voz: Trolls - não creditado                                                        |
| O Cristal e o Pinguim                   | 1995            | Sim            | Sim            | Não            | (não creditado)                                                                             |
| Anastasia                               | 1997            | Sim            | Sim            | Não            |                                                                                             |
| Bartok, o Magnífico (direct-to-video)   | 1999            | Sim            | Sim            | Não            |                                                                                             |
| Titan A.E.                              | 2000            | Sim            | Sim            | Não            | filme teatral mais recente                                                                  |
| Scissor Sisters – "Mary" (Videoclipe)   | 2004            | Sim            | Não            | Não            | diretor de animação                                                                         |
| Gift of the Hoopoe (short film)         | 2009            | Sim            | Não            | Não            | nominalmente diretor / artista de storyboard                                                |
| Dragon's Lair: The Movie                | A ser anunciado | Sim            | Não            | Sim            | diretor/escritor de animação                                                                |

### Departamento de animação
| Título                                                 | Ano(s)    | Cargo                                  | Personagens                        | Notas                                     |
| ------------------------------------------------------ | --------- | -------------------------------------- | ---------------------------------- | ----------------------------------------- |
| A Bela Adormecida                                      | 1959      | artista intermediário                  |                                    | não creditado                             |
| Viagem Fantástica                                      | 1968-1969 | artista de layout                      |                                    | 17 episódios                              |
| The Archie Show                                        | 1969      | designer de produção                   |                                    | episódio especial Archie and His New Pals |
| Sabrina the Teenage Witch (série de televisão de 1970) | 1969-1972 | artista de layout                      |                                    | 58 episódios                              |
| Will the Real Jerry Lewis Please Sit Down              | 1970      | artista de layout                      |                                    | Episódio "Computer Suitor"                |
| Os Monstros Camaradas                                  | 1970      | artista de layout                      |                                    | 16 episódios                              |
| Lost and Foundation (curta metragem)                   | 1970      | artista de layout                      |                                    |                                           |
| Train Terrain (curta metragem)                         | 1971      | artista de layout                      |                                    |                                           |
| Mundo Maravilhoso de Oz - o Regresso                   | 1972      | artista de layout                      |                                    |                                           |
| Robin Hood                                             | 1973      | animador de personagens                | Robin Hood, Skippy, Sis e Tagalong |                                           |
| Ursinho Puff e o Tigre Saltador                        | 1974      | animador                               | Coelho                             |                                           |
| A Montanha Enfeitiçada                                 | 1975      | animador : títulos                     |                                    | não creditado                             |
| Puff - O Ursinho Guloso                                | 1977      | animador                               | Coelho                             |                                           |
| Bernardo e Bianca                                      | 1977      | diretor de animação                    | Bernardo e Miss Bianca             |                                           |
| Meu Amigo o Dragão                                     | 1977      | diretor de animação                    | Elliott                            |                                           |
| Xanadu                                                 | 1980      | animador: unidade da parte de animação |                                    |                                           |
| O Cão e a Raposa                                       | 1981      | animador                               |                                    |                                           |
| You Are Mine (curta metragem)                          | 2002      | artista de storyboard                  |                                    |                                           |
| Circus Sam (curta metragem)                            | 2019      | animador                               |                                    |                                           |

## Jogos Eletrônicos
| Título                               | Ano  | Funcionou como | Funcionou como | Funcionou como                                             |
| Título                               | Ano  | Diretor        | Produtor       | Outros créditos                                            |
| ------------------------------------ | ---- | -------------- | -------------- | ---------------------------------------------------------- |
| Dragon's Lair                        | 1983 | Sim            | Sim            | animador                                                   |
| Space Ace                            | 1983 | Sim            | Sim            | papel de voz: Borf / designer do jogo                      |
| Dragon's Lair II: Time Warp          | 1991 | Sim            | Sim            |                                                            |
| Dragon's Lair 3D: Return to the Lair | 2002 | Sim            | Sim            | final e introdução: diretor de animação / artista de fundo |
| I-Ninja                              | 2003 | Sim            | Não            | cinemática: diretor / artista de storyboard                |
| Tapper World Tour                    | 2011 | Não            | Não            | animador                                                   |

## Ligações Externas
- Sítio oficial